# Gebersdorf (Dahme/Mark)
Gebersdorf ist ein Ortsteil der Stadt Dahme/Mark im Landkreis Teltow-Fläming in Brandenburg.

## Lage
Das kleine linsenförmige Angerdorf liegt nördlich der Kernstadt von Dahme/Mark an der L 70, die in nördlicher Richtung zum weiteren Ortsteil Buckow führt. Es folgen im Uhrzeigersinn die Gemeinde Dahmetal mit ihrem Ortsteil Prensdorf sowie Zagelsdorf, ein weiterer Ortsteil von Dahme/Mark. Das Stadtzentrum befindet sich südlich von Gebersdorf, gefolgt von Rietdorf, einem Ortsteil der Gemeinde Ihlow im Südwesten. Nordwestlich der Gemarkung ist das Waldgebiet Illmersdorfer Holz, nordöstlich das Buckower Holz. Im Südwesten liegt das Niendorfer Holz. Die höchste Erhebung ist mit 108 m der nordöstlich gelegene Kahle Berg, gefolgt von einer unbenannten Erhebung im Osten mit einer Höhe von 100 m. Im östlichen Teil des Dorfes befinden sich drei unbenannte Teiche, die über den Dorfgraben nach Südwesten hin entwässern. Dort führt ein als Hochwasserschutzgraben benannter Kanal in den Moosebach, einem rechten Zufluss der Dahme. Nördlich liegt die wüste Feldmark Mellnitz, im Südwesten erscheint der Flurname Altes Dorf und könnte ein Hinweis darauf sein, dass dort das im Dreißigjährigen Krieg zerstörte Dorf ursprünglich lag.

## Geschichte

### 12. bis 15. Jahrhundert
Gebersdorf gehörte wie die gesamte Region um Dahme/Mark um 1185 zum Erzstift Magdeburg und unterstand damit der unmittelbaren Herrschaft des Erzbischofs Wichmann von Magdeburg. Zur gleichen Zeit wanderten in die später Fläming genannte Region südlich von Berlin Flamen ein. Sie errichteten um 1300 eine Feldsteinkirche im Ort. Nachdem die Erzbischöfe die Verwaltung der Orte zunächst selbst übernahmen, gingen sie später dazu über, die Güter urkundlich zu beleihen. Unter Albrecht von Sternberg erschien in einer solchen Urkunde aus dem Jahr 1368 auch erstmals der Ort Gewersdorf, zwanzig Jahre später als Gebhardstorff. Er verlehnte den Ort vor 1368 bis 1388 an die Herren von der Dahme (Dahmis), die zunächst nur Geldforderungen, später das ganze Dorf „mit allem Recht“ erhielten. Von dort ging es zwei Jahre wieder in den unmittelbaren Besitz des Erzbischofs, der es anschließend im Jahr 1390 an die Herrschaft Dahme verlehnte. Von dort kam es von 1405 bis 1654 an das Amt Dahme und erschien in dieser Zeit im Jahr 1450 als zu Geuerdorff, 1534 als Geberstorff und im Jahr 1579 als Gebersdorff/Czarnowe. Die heute amtliche Schreibweise erschien erst im Jahr 1816. Im Jahr 1454 wurde erstmals ein Dorfschulze erwähnt.
Allerdings lagen auch in Gebersdorf in der Frühzeit zahlreiche Hebungen und Dienste im Streubesitz zahlreicher Familien, die anschließend vom Amt vereint wurden. So besaßen vor 1446 bis 1466 die Familie Retzow und von Nebra die Dienste und den Zehnten von fünf Einwohnern und Hebungen. Einer von ihnen gab je 1 Malter Korn und Hafer, Geld, 12 Hühner, 1⁄2 Schock Stroh, ein Einwohner je 10 Scheffel Korn und Hafer, Geld, 6 Hühner, 1⁄2 Schock Stroh, ein Einwohner je 18 Scheffel Korn und Hafer, Geld, drei Hühner, 1⁄2 Schock Stroh, ein dritter Bewohner je 1 Malter Korn und Hafer, 1⁄2 Schock Stroh, 3 Hühner, ein vierter Einwohner Geld vom Hof und 2 Hühner sowie der fünfte Einwohner Geld von zwei Dorfhufen. Dieser Anteil war bis 1487 im alleinigen Besitz der Familie Retzow und kam im genannten Jahr an die Familie von Drauschwitz. Sie verkaufte ihn 1514 an die Familie von Raschkau, ging dort im Jahr 1621 an die Familie von Klitzing, danach im Jahr 1652 an das Amt Dahme, wo es zwei Jahre später mit dem ersten Anteil vereinigt wurde. Ein dritter Anteil lag vor 1446 bei der Familie Schilling und kam von 1601 bis nach 1648 an die Familie von Löben, die es – möglicherweise noch im Pfandbesitz – bis 1657 an die Familie von Koseritz weitergaben. Im genannten Jahr fiel der Anteil an die Familie von Schlomach und wurde dort mit dem ersten Anteil vereinigt. Es handelte sich dabei um einen freien Hof mit vier Hufen, von denen zwei auf der wüsten Feldmark Mellnitz lagen (1446). Einen vierten Anteil besaß vor 1446 der Bürger Schütz zu Dahme, der ihn 1517 an den Bürger Liebe weitergab. Es handelte sich um den Dienst auf zwei Erben und Hebungen aus diesen: 5 Malter Roggen, 30 Scheffel Hafer, 1⁄2 Schock Hühner sowie je 9 Scheffel Roggen und Hafer (1446). Dieser Anteil wurde anschließend geteilt. Einen Anteil besaß von 1560 bis 1596 der Bürger Liebe, die andere Hälfte kam zu den von Raschkau und wurde anschließend im Besitz des Bürgers Liebe wiedervereint. Er bzw. dessen Erben hielten den Anteil bis 1646 und kam danach vor 1657 bis 1699 an die Familie (von) Schütz, bevor auch er mit dem ersten Anteil vereint wurde. Ein fünfter Anteil lag vor 1446 bis nach 1466 bei der Familie von Thümen über Hebungen aus der Mühle in Höhe von 6 Scheffel Roggen. Den sechsten Anteil besaß bis 1449 die Familie von Bleichow(Gliechow?), ging danach bis nach 1478 nach die Familie Retzow und bestand aus Diensten und den Zehnten von zwei Einwohnern sowie Hebungen. Der erste Einwohner gab je 1 Malter Roggen und Hafer, Geld, 3 Hühner und 1⁄2 Schock Stroh, der zweite Einwohner je 1 Malter Korn und Hafer sowie 12 Hühner bzw. 1⁄2 Schock Stroh und Geld (1449). Einen siebten Anteil besaß bis 1454 die Familie Roder, die ihn an die Familie Kule weiterverkaufte. Er gelangte von 1487 bis nach 1490 an die Familie Waldenberg, von dort bis 1524 an die Familie Glaser und im genannten Jahr an den Bürger Gadegast aus Jüterbog. Es handelte sich dabei um Hebungen aus einer Schulzenhufe in Höhe von je 6 Scheffel Korn und Hafer sowie 6 Hühnern. Außerdem gehörte hierzu eine Wiese „hinter dem Kuckerill“ (1454). Dieser siebte Anteil ging an den Landesherren, wurde geteilt und neu verlehnt. Eine Hälfte erhielt bis 1555 der Sekretär Härländer, danach bis 1568 die Familie von Klitzing. Er kam im genannten Jahr bis nach 1632 an die Familie Uder, von dort von 1653 bis 1672 an den Ratsmeister Hahn aus Halle/Saale und von dort an den Arzt Birnbaum. Er gab ihn im Jahr 1675 an die Familie Junack weiter, die ihn 1684 an die Familie Flemming verkaufte. Diese besaß ihn nur noch teilweise und gab ihn bis nach 1759 ab. Von 1754 bis nach 1797 hielt die Familie Kniesche einen weiteren Teil der Hebungen im Umfang von 1454, wurde aber möglicherweise schon im frühen 18. Jahrhundert mit dem ersten Teil vereint. Einen achten Teil besaßen vor(?) 1466 die Gebrüder Lindwurm und die Gebrüder Rode. Es handelte sich um die Hebungen aus vier Dorfhufen, die jede je 6 Scheffel Roggen und Hafer gaben. Von zwei Hufen erhielten sie außerdem Geld, 24 Hühner, Geld zum Fleischzehnten, 3 Schock Stroh und acht Eier (1466). Ein neunter Anteil lag vor (?) 1466 beim Bürger Stegemann aus Jüterbog, der ihn 1521 an die Familie Freudemann verkaufte. Von dort gelangte er 1567 an die Familie von Schönermark, die ihn jedoch nur zwei Jahre behielt. Sie verkaufte ihn 1569 an die Familie von Rathenow, die ihn 1595 an die Familie von Löben und damit mit dem dritten Anteil sowie 1657 mit dem ersten Anteil vereinigte. Es handelte sich dabei um größere Geldhebungen (1466) bzw. Geld von zehn Einwohnern, darunter den Richter. Ein zehnter und letzter Anteil lag bis 1528 bei der Familie Schilling und ging im genannten Jahr an die Familie Reinicke. Es handelte sich um Hebungen von einem Einwohner, der 1 Malter Korn gab (1528). Im Dorf gab es im Jahr 1446 einen freien, vier Hufen großen Hof sowie eine Mühle.

### 16. Jahrhundert
Um 1500 fand eine Steuererhebung im Erzstift Magdeburg statt, nach der die Bewohner von Gebersdorf 6 1⁄2 Schock 21 1⁄2 Groschen (gr) zur Anlage zahlen mussten. Eine weitere Angabe über die zu zahlenden Steuern ergab sich aus dem Anschlagk der bewilligten steure vff gehaltenem Landtage zu Magdeburg dienstags nach Lucie 1516, demzufolge die Bewohner in Summe 12 Rheinische Gulden (fl) zur Steuer entrichten mussten. Das Register über die Aufnahme der im Jahr 1534 verwilligten Steuer des 50. Pfennigs ergab für das Dorf 19 fl 1 gr 1 Pfennig (d) zum 50. Pfennig. Im Jahr 1551 lebten im Dorf 15 Hufner und sechs Kossäten. Bei einer Visitation der Kirchen und Klöster im Erzstift Magdeburg wurden im Jahr 1562 im Dorf 21 Hauswirte festgestellt. Der Pfarrer besaß drei Pfarrhufen und bekam für eine Hufe 5 Scheffel Roggen und 5 Scheffel Hafer, 1⁄3 des Fleischzehnten, die 30. Mandel sowie jedes dritte Jahr ein Rauchhuhn. Dem Küster standen 19 1⁄2 Scheffel Roggen und 2 Brotgänge zu, die Kirche besaß ein Stück Acker, der jedes dritte Jahr mit 1 1⁄2 Scheffel Roggen besät wurde. Es gab im Dorf weder eine Pfarrei noch eine Küsterei, da „alles wüst“ lag, so dass der Pfarrer in Dahme wohnen musste. Wenige Jahre später erfolgte 1584 eine erneute Visitation, die ebenfalls 21 Hauswirte und den Pfarrer dokumentierte. Zwei Jahre später lagen die Abgaben ausweislich einer Einnahme und Ausgabe des 70. Pfennigs zur Landsteuer 1586/1587 bei 10 Talern 15 gr zum 70. Pfenning.

### 17. Jahrhundert
Um 1600 lebten im Dorf ausweislich eines Vortzeichnüß der Ämbter, Clöster, Gerichtsjunkern unnd Dorfer im Erzstift Magdeburg insgesamt 21 Hauswirte, die in den Huldigungsakten ergangen 1608/1609 erstmals getrennt aufgeführt werden und als Schulze, 14 Ackerleute und fünf Kossäten geführt wurden. Um 1625 lebten im Dorf weiterhin 15 Bauern und fünf Kossäten. 1626 fiel der Ort nach der Pest annähernd wüst. Anschließend wütete der Dreißigjährige Krieg im Ort: Von den neun Bauern überlebten nur drei, von den drei Kossäten nur einer. Die Dokumente beschreiben, dass die Bewohner „durch Hunger ausgestorben“ seien. Im Jahr 1642 kam es zu allem Überfluss zu einem Brand, bei dem das Dorf samt Kirche niederbrannte. Von den Flammen blieb lediglich die Pfarrwohnung sowie ein wüstes Bauerngut verschont. Gebersdorf kam mit dem Prager Frieden im Jahr 1645 an Kursachsen. Sechs Jahre später waren erst zwei Kossätenhöfe wieder besetzt; 1653 verzeichnete die Statistik drei Hufner, drei Kossäten sowie zwölf wüste Bauernhöfe. Das Amt Dahme verkaufte den Ort 1654 an die Familie von Schlomach, die es zu einem Rittergut ausbauten. Als erster Lehnsherr war bis 1679 Melchior von Schlomach im Ort tätig. Unter seiner Leitung wurde die zerstörte Kirche wiederaufgebaut und mit einer neuen Kirchenausstattung versehen. Ein Epitaph im Bauwerk erinnert an sein Wirken. Der Pfarrer erhielt drei Pfarrhufen, 25 Scheffel Roggen (größtenteils von der wüsten Feldmark Mellnitz) sowie die 30. Mandel (1658). Die von Kleist führten die eingangs erwähnten Anteile zusammen und besaßen in dieser Zeit seit 1657 den dritten und neunten Anteil, seit 1699 auch den vierten Anteil.

### 18. Jahrhundert
Gebersdorf erholte sich nach und nach von den Kriegswirren: Im Jahr 1722 bestand es mit Vorwerk und Herrenschäferei. Im Dorf wurden mittlerweile wieder 21 Feuerstätten (=Haushalte) betrieben: neun Bauern einschließlich des Vorwerks, sieben Kossäten, fünf Häusler oder Hausleute. Das Dorf war – das Rittergut nicht eingerechnet – wieder auf zehn Hufen angewachsen. Eine Nachfahrin Melchior von Schlomachs, die am 26. September 1726 geborene Eva Luise Eleonore von Schlomach erbte Gebersdorf und heiratete 1742 Friedrich Wilhelm von Einsiedel, Sohn des Gottfried Emanuel von Einsiedel, dem das Ländchen Bärwalde gehörte. Bereits zwei Jahre später starb Friedrich Wilhelm und Eva Luise Eleonore ging auf Vermittlung Friedrich II. eine neue Ehe mit dem Oberst Karl Wilhelm von Kleist ein. Die Familie von Kleist ließ in Zützen im Jahr 1750 ein Gutshaus errichten, das fortan auch Eva Luise Eleonore als Wohnsitz diente. Im Dorf lebten im Jahr 1777 insgesamt 17 angesessene Einwohner: acht Hufner, ein Halbhufner und sechs Kossäten. Es gab das Rittergut, die Pfarre, eine Schule, zwei herrschaftliche Hausgenossenhäuser, das Vorwerk Kleisthof, ein gemeinsam genutztes Hirtenhaus sowie eine Schule. Aus dem Jahr 1798 ist ein Vergleich zwischen Eva Luise Eleonore und dem „Rathe zu Dahme“ wegen rückständiger Zinszahlungen bekannt. Aus der Ehe gingen mehrere Kinder hervor. Der Erstgeborene, Friedrich, erbte Mehlsdorf mit rund 290 Hektar Fläche sowie Gebersdorf mit weiteren 815 Hektar Fläche. Nach dem Ende seiner militärischen Laufbahn 1774 heiratete er 1783 Friederike Theresia Amalie Gräfin von Hoffmannsegg auf Kunnersdorf, Friedrichsfelde und Schaudorf. Aus der Ehe ging August von Kleist 1784 als einziges Kind hervor. 1797 wurde er zum Kreisdirektor der Ämter Dahme und Jüterbog ernannt.

### 19. Jahrhundert
Im Jahr 1812 war Gebersdorf auf 77 Veranlagte angewachsen, darunter der Gutsbesitzer, ein Pächter, ein Meier mit Pferdeknecht, ein Pfarrpächter mit einem Dienstjungen, der Pastor, ein Schulmeister, ein Müller, ein Schafjunge sowie ein Schäfer mit zwei Schafknechten. Die Statistik verzeichnete außerdem einen Schneider, der sich im Arrest befand. Neben dem Windmüller gab es im Jahr 1816 auch einen Rademacher und einen Schmied. Das Ortschafts-Verzeichniß des Regierungs-Bezirks Potsdam nach der neuesten Kreiseintheilung verzeichnet im Jahr 1817 insgesamt 181 Einwohner im Ort, als Besitzer ist der Rittmeister von Kleist benannt. Nachdem August verstorben war, erbte sie die Güter in Mehlsdorf und Gebersdorf. Sie gingen 1859 an den Major Hans Ewald von Kleist, der Gebersdorf vom Amtmann Christian Schwietzke verwalten ließ. Im Ort standen in dieser Zeit fünf öffentliche, 24 Wohn- und 61 Wirtschaftsgebäude auf 2265 Morgen (Mg) Fläche. Hiervon wurden 2063 Mg als Acker genutzt, 150 Mg als Wiese, 1 Mg als Weide und 51 Mg für Gehöfte. Im Gut standen vier Wohn- und 24 Wirtschaftsgebäude. Es war 3187 Mg groß: 15 Mg Gehöfte, 1785 Mg Acker, 95 Mg Wiese, 2 Mg Weide, 1290 Mg Wald. Hans Ewald starb kinderlos im Deutsch-Französischen Krieg und das Gut ging 1870 an seinen Bruder Eduard Bogislav von Kleist, der es 1911 wiederum an seinen Neffen Hans von Kleist vererbte. Im Jahr 1885 bestanden das Dorf mit dem Wohnplatz Chausseehaus sowie das Rittergut. Dieser besaß ab 1860 den Wohnplatz Kleisthof. Im Jahr 1885 wurden 1,1 Hektar aus dem Gutsbezirk gegen 1,3 Hektar aus dem Gutsbezirk Heinsdorf getauscht.

### 20. und 21. Jahrhundert
Aus einem Viehstands- und Obstbaumlexikon ist bekannt, dass im Jahr 1900 im Dorf 32 Häuser standen. Dort lebten ein Amtssekretär, ein Gastwirt und Kossät, der 28,75 Hektar bewirtschaftete sowie drei Häusler mit 30,69 Hektar, 6,96 Hektar und 5,69 Hektar Land. Es gab zwei Halbhufner mit je 14,85 Hektar Land, vier Hufner mit 44,32 Hektar, 37,80 Hektar, 36,11 Hektar und 24,98 Hektar Land sowie zwei Kossäten mit 23,50 Hektar bzw. 16,99 Hektar Land. Der Mühlenbesitzer hatte 11,58 Hektar Land, der Restgutsbesitzer 26,48 Hektar, die beiden Stammgutsbesitzer 17,26 Hektar bzw. 7,88 Hektar. Weiterhin lebte im Dorf ein Pastor und ein Lehrer. Das Rittergut bestand aus elf Häusern. Hans von Kleist heiratete am 6. Oktober 1904 Ernestine Gräfin von der Schulenburg und die beiden bekamen insgesamt vier Kinder. Hans starb ebenfalls in frühen Jahren, am 23. Mai 1916. Ernestine führte daraufhin das Gut allein bis in das Jahr 1924 weiter. Im Jahr 1928 wurden Gut und Gemeinde zur Landgemeinde Gebersdorf vereinigt; dort bestand im Jahr 1931 der Wohnplatz Vorwerk Kleisthof. Offenbar kam es in der Familie von Kleist zwischenzeitlich zu Streitigkeiten, denn Ernestine vermachte Gebersdorf nicht an den Sohn, sondern an ihren Onkel Leopold. Der war später immerhin Generalbevollmächtigter des ehem. Königl. Hauses Preußen. Er musste das Gut 1931 aus finanziellen Gründen verkaufen und erwarb von dem Erlös ein Gut in Stanica (im 21. Jahrhundert in der Powiat Strzeliński in der Woiwodschaft Niederschlesien in Polen). 1933 gelangte der Ort in den Besitz eines Herrn Müller aus Plauen, der es um 1938/1939 an Alfred Ackermann weitergab. Sein Sohn, Erich, übernahm nach dem Tod seines Vaters im Jahr 1941 die Verwaltung des Gutes und ließ am Gutshaus einige Umbauarbeiten durchführen. Im Jahr 1931 standen im Dorf 51 Wohnhäuser mit 74 Haushaltungen. Es gab einen land- und forstwirtschaftlichen Betrieb mit mehr als 100 Hektar, neun zwischen 20 und 100 Hektar, neun zwischen 10 und 20 Hektar, sechs zwischen 5 und 10 Hektar sowie 13 mit 0,5 bis 5 Hektar (1939).

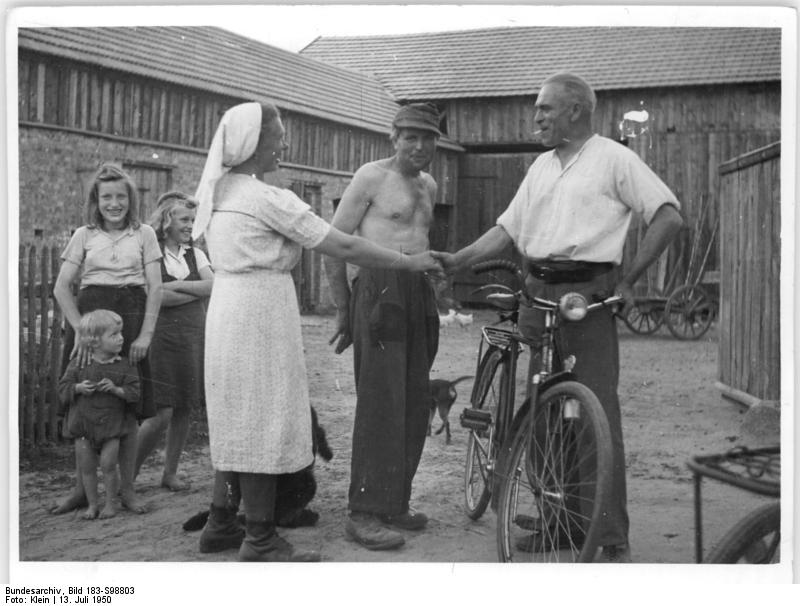
Begrüßung von Vertriebenen durch den Gebersdorfer Bürgermeister

Nach dem Ende des Zweiten Weltkrieges wurde die Familie Ackermann enteignet und die gut 894 Hektar große landwirtschaftliche Fläche an Neubauern und Umsiedler verteilt. Insgesamt 20 landlose Bauern und Landarbeiter erhielten 167 Hektar, 33 Hektar gingen an sechs landarme Bauern, 380 Hektar an 42 Umsiedler, ein Hektar an vier nichtlandwirtschaftliche Arbeiter und Angestellte sowie 13 Hektar Waldzulage an vier Altbauern. Die Gemeinde erhielt 35 Hektar, zwei Hektar die Vereinigung der gegenseitigen Bauernhilfe (VdgB), 56 der Bodenfonds und 90,8 Hektar Wald die Stadt Dahme. Weitere 24,1 Hektar erhielt die Gemeinde Prensdorf, 19,6 Hektar Wald die Gemeinde Rietdorf und 21,8 Hektar Wald die Gemeinde Niendorf. Der südliche Teil des Gutshauses wurde auf der Grundlage des SMAD-Befehls Nr. 209 abgerissen und das so gewonnene Material für die Neubauernhäuser verwendet. Das verbleibende Gebäude wurde nach 1953 als Lehrlingswohnheim mit Betriebsküche und Kino einer LPG Typ I genutzt. Auf dem südlichen Bereich entstand ein Konsum. Die LPG hatte zunächst 29 Mitglieder und 88 Hektar Fläche und wurde 1956 zur LPG Typ III; zwei Jahre später mit der LPG Typ III Niendorf zusammengeschlossen. Im Jahr 1950 bestand die Gemeinde mit den Wohnplätzen Alte Badeanstalt und Ausbau; 1957 nur noch mit dem Wohnplatz Ausbau. Im Jahr 1960 bestand die LPG Typ III, die fünf Jahre später 121 Mitglieder und 767 Hektar Fläche besaß. Im Jahr 1974 erfolgte der Zusammenschluss mit der LPG Typ III Prensdorf zur LPG Gebersdorf-Prensdorf Sitz Prensdorf. Im Jahr 1982 bestanden im Dorf der Kreisbetrieb für Landtechnik Luckau Werkstatt Gebersdorf, die LPG Dahme Betriebsteil Gebersdorf und Gärtnerei Gebersdorf sowie die Revierförsterei.
Nach der Wende stand das Gutshaus über viele Jahre leer, wurde anschließend saniert und privat genutzt. Mit Wirkung zum 31. Dezember 2001 wurde Gebersdorf nach Dahme/Mark eingemeindet.

## Bevölkerungsentwicklung
| Jahr      | 1815 | 1817 | 1837 | 1858                | 1871       | 1885                               | 1895               | 1905        | 1925 | 1939 | 1946 | 1964 | 1971 | 1981 |
| Einwohner | 169  | 181  | 235  | Dorf 197 und Gut 59 | 208 und 79 | 197 und 4 (Chausseehaus) sowie 108 | 170 und 2 sowie 97 | 172 und 106 | 310  | 240  | 470  | 354  | 352  | 327  |

## Kultur und Sehenswürdigkeiten

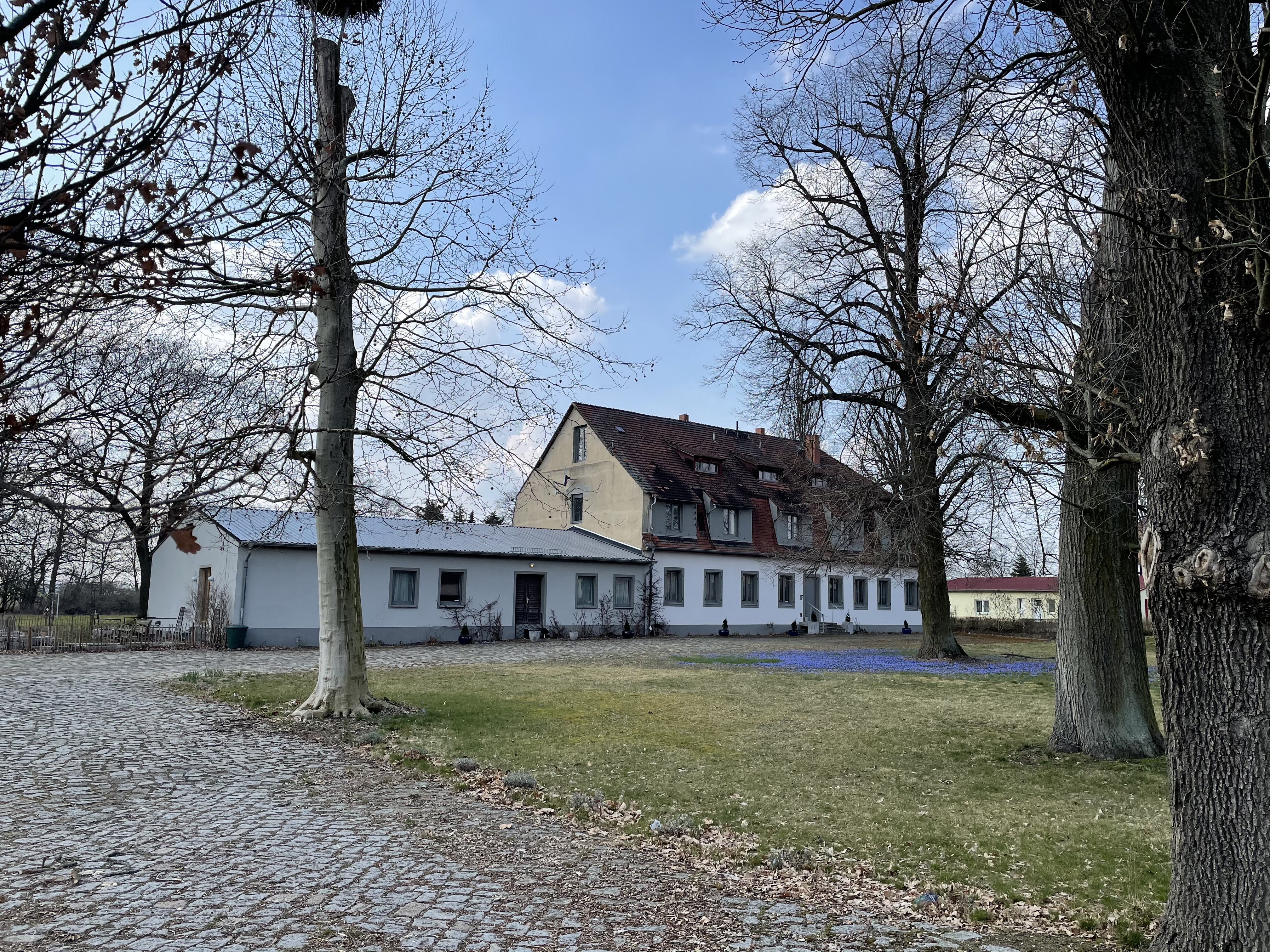
Gutshaus Gebersdorf

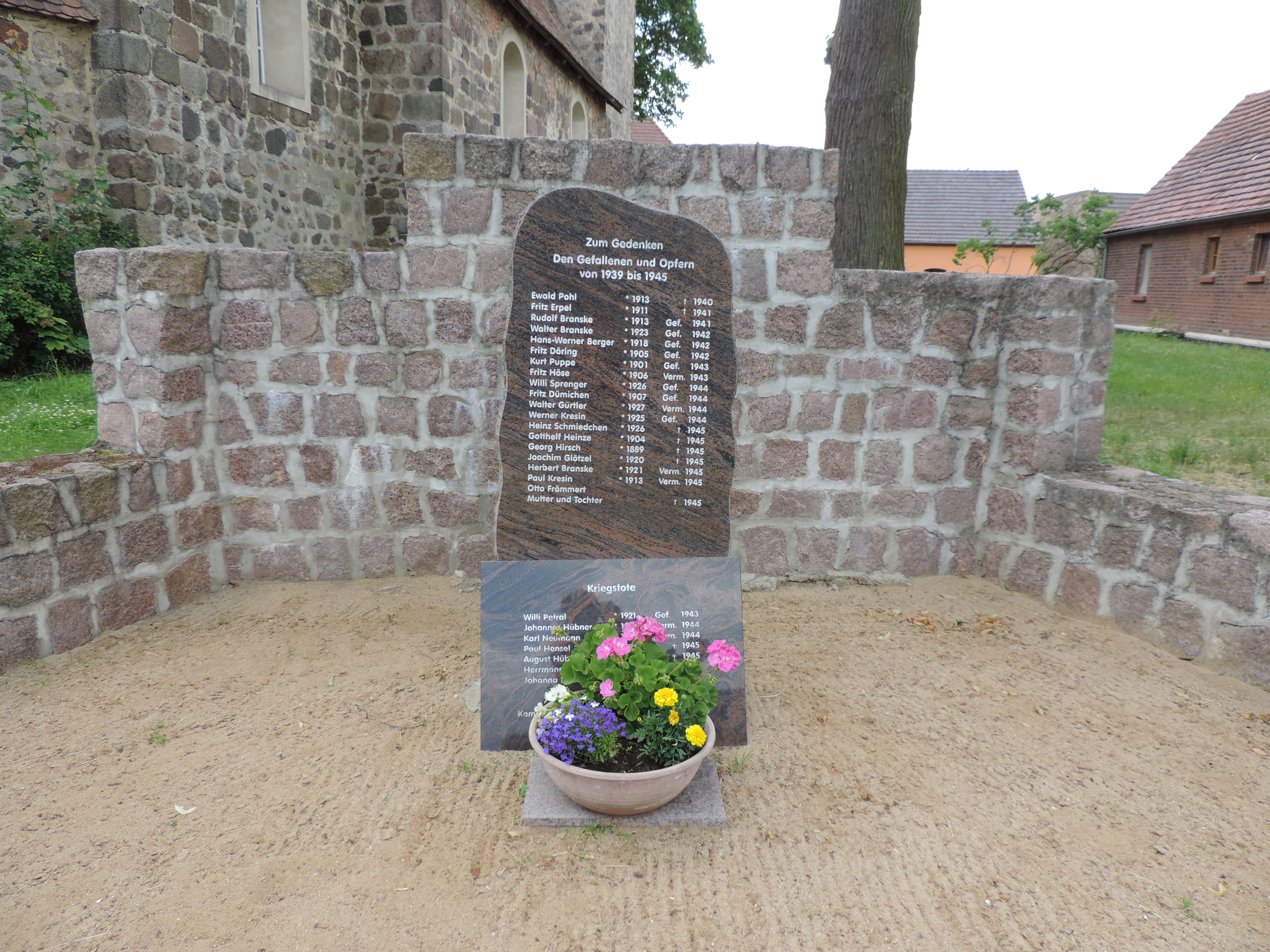
Gefallenendenkmal an der Kirche

In der Liste der Baudenkmale in Dahme/Mark sind für Gebersdorf drei Baudenkmale aufgeführt:
- Die evangelische Dorfkirche Gebersdorf wurde um 1300 erbaut; der Turm spätgotisch. Das Bauwerk wurde im Jahr 1678 nach einer teilweisen Zerstörung wiederaufgebaut. Im Innenraum steht eine barocke Kirchenausstattung aus diesem Jahr.
- Das Gutshaus Gebersdorf in der Dorfstraße 21 sowie ein Wohnhaus in der Dorfstraße 32 stehen unter Denkmalschutz. Im November 1944 verlagerte das von Konteradmiral a. D. Hermann Lorey geleitete Zeughaus in Berlin die bis zu diesem Zeitpunkt seit Juni 1943 in Graudenz gelagerten Museumsbestände (Fahnen und Standarten) nach Westen. Von den sieben Waggons, die im November 1944 Graudenz verließen, wurden fünf durch Artilleriebeschuss zerstört und zwei erreichten im Januar 1945 ihre Bestimmungsorte Golzow und Gebersdorf. Im April 1945 wurden die vermutlich im Gutshaus Gebersdorf gelagerten Fahnen und Standarten weiter in das Jagdschloss Waidmannsheil nach Thüringen verbracht.

- Denkmal für die Gefallenen des Zweiten Weltkrieges
- Im Ort sind die Freiwillige Feuerwehr sowie die Theatergruppe Irrlichter aktiv. Die Theatergruppe organisiert im letzten Wochenende im August jährlich ein Kulturblütenfest.

## Wirtschaft und Infrastruktur

### Wirtschaft
Neben landwirtschaftlichen Betrieben, darunter eine Werkstatt der Bauerngenossenschaft, sind im Ort eine Kfz-Werkstatt, ein Handarbeitsgeschäft, ein Betrieb des Elektrohandwerks, ein Installateurbetrieb, ein Schornsteinfeger sowie ein Hotel tätig.

### Verkehr
Die Landstraße 705 führt von Norden kommend auf den Ort zu. Dort trifft sie auf die von Nordwesten kommende Landstraße 70, die anschließend in südlicher Richtung aus dem Ort führt. Über sie besteht eine Verbindung zur B 102, die südlich von Gebersdorf in West-Ost-Richtung verläuft. Über die Buslinie 756 besteht eine Verbindung nach Luckenwalde sowie Dahme/Mark.